# Nationale Evangelische Kirche Aleppo

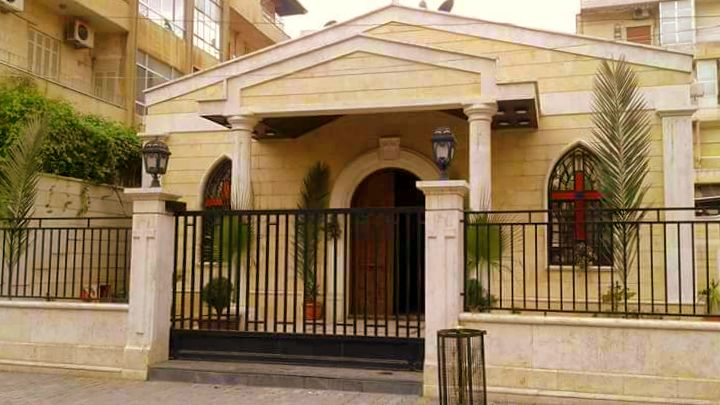
Neue Nationale Evangelische Kirche in Aleppo (Stadtteil Sulaimaniya) am Tag ihrer Einweihung am 25. Dezember 2015

Die Nationale Evangelische Kirche Aleppo (arabisch الكنيسة الإنجيلية الوطنية), Arabische Evangelische Kirche Aleppo (الكنيسة الانجيلية العربية) oder auch Nationale Presbyterianische Evangelische Kirche Aleppo (الكنيسه الإنجيليه المشيخيه الوطنيه) ist die Kirche der Nationalen Evangelischen Synode in Syrien und Libanon in der syrischen Stadt Aleppo. Sie wurde 2015 während der Schlacht um Aleppo in kurzer Zeit errichtet, nachdem die alte Kirche der Gemeinde im zu jener Zeit schwer umkämpften Stadtteil al-Dschudaide von islamistischen Terroristen gesprengt worden war.

## Standort
Die neue Nationale Evangelische Kirche Aleppo steht im Stadtteil Sulaimaniya-Fillat hinter der chaldäischen Sankt-Joseph-Kathedrale an der Chalil-al-Hindawi-Straße (شارع خليل الهنداوي, DMG Šāriʿ Ḫalīl-al-Hindāwi).

## Geschichte
Die Nationale Evangelische Kirche Syriens und Libanons hatte ihre Anfänge zu Beginn des 19. Jahrhunderts, als presbyterianische Missionare aus Großbritannien und den USA im damaligen Osmanischen Reich aktiv waren und erste protestantische Gemeinden mit arabischen Gläubigen in Beirut und Hasbaya entstanden. Noch vor der Gemeinde in Damaskus (1860) wurde bereits 1848 die presbyterianische Gemeinde in Aleppo gegründet und hatte als erstes Kirchengebäude die alte Kirche an der „Graben-Allee“ (جادة الخندق, DMG Ǧādat al-Ḫandaq) am Rande des christlichen Stadtviertels al-Dschudaide. 1920 wurde die presbyterianische Kirchengemeinde von Aleppo (wie auch die von Damaskus) Mitglied der Nationalen Evangelischen Synode Syriens und Libanons.
Die Kirche an der Ǧādat al-Ḫandaq wurde bis Juli 2012 – in die Zeit des Bürgerkriegs – für die Gottesdienste der Nationalen Evangelischen Kirchengemeinde in Aleppo genutzt. Durch zwei Bombenangriffe mit unten am Gebäude angebrachten Bomben im Juli und November 2012 wurde dieses Gebäude vollständig zerstört. Die Kirchengemeinde gab das Grundstück mit der völlig zerstörten Kirche im noch schwer umkämpften Stadtzentrum auf. Die syrische Regierung half der evangelischen Gemeinde, in einem anderen Stadtteil abseits des noch schwer umkämpften Stadtzentrums eine neue Kirche zu bauen. Die Gemeinde erwarb das Grundstück im Stadtteil Sulaimaniya-Fillat bei der chaldäischen Kathedrale. Im Jahre 2015 wurde die neue Kirche innerhalb weniger Monate errichtet und zum Weihnachtsgottesdienst am 25. Dezember 2015 eröffnet. Gut drei Jahre später, am 9. Januar 2019, wurde die neue evangelische Kirche in einem Festgottesdienst geweiht, an dem auch Vertreter anderer Kirchen Aleppos teilnahmen, aber auch der Großmufti von Syrien Ahmad Badr ad-Din Hassun, der dem Pastor der evangelischen Gemeinde, Ibrahim Nseir, als erster die Unterstützung beim Wiederaufbau zugesagt hatte.

## Architektur und Ausstattung
Das Kirchengebäude ist aus hellen Steinen gemauert, hat einen rechteckigen Grundriss, ein Satteldach und eine hellgelbe Fassade mit Elementen des Neohistorismus wie zwei weißen Pilastern beiderseits der vorderen Wand. Am gewölbten Haupteingang befindet sich ein zweisäuliger Porticus, dessen Giebel mit einem schlichten Kreuz gekrönt ist und auf dem oben in arabischer und darunter in englischer Sprache steht: „Nationale Presbyterianische Kirche von Aleppo“. Rechts der Eingangstür hängt eine Tafel, auf der an die Fertigstellung 2015 erinnert wird. (Die Aufschriften sind auf dem Foto von 2015 noch nicht zu sehen.) Beiderseits der Eingangstür sind zwei sowie an den Seitenwänden jeweils vier große Spitzbogenfenster mit Kreuzmotiven in der Mitte. Von der Holzdecke hängen Leuchter herab.

## Weitere Einrichtungen der Gemeinde
Die Nationale Evangelische Kirchengemeinde von Aleppo betreibt die Schule „Die neue Generation“ (النشء الجديد), die Ende 2012 von Rebellen zerstört und geplündert wurde, im Sommer 2014 aber wieder eröffnet werden konnte. Ende 2014 hatte sie nach Angaben von Pastor Ibrahim Nseir 535 Schüler, mehrheitlich Muslime.